# Кузен, Жан (Младший)
Жан Кузен Младший, или Жан Кузен Сын (фр. Jean Cousin le Jeune, ou le Fils; 1522, Санс — 1595, Париж) — французский художник-маньерист. Сын известного рисовальщика, живописца, скульптора, гравёра, резчика по дереву и декоратора интерьера эпохи Французского Ренессанса Жана Кузена Старшего (ок. 1503 — ок. 1560).

## Биография
Жан Кузен Младший сначала учился в Парижском университете, по крайней мере, до 1542 года, затем сотрудничал в предприятиях отца. Когда отец умер, он взял на себя управление семейной мастерской. Художественные произведения отца и сына трудно различимы. Ранее их вообще считали произведением одного человека.

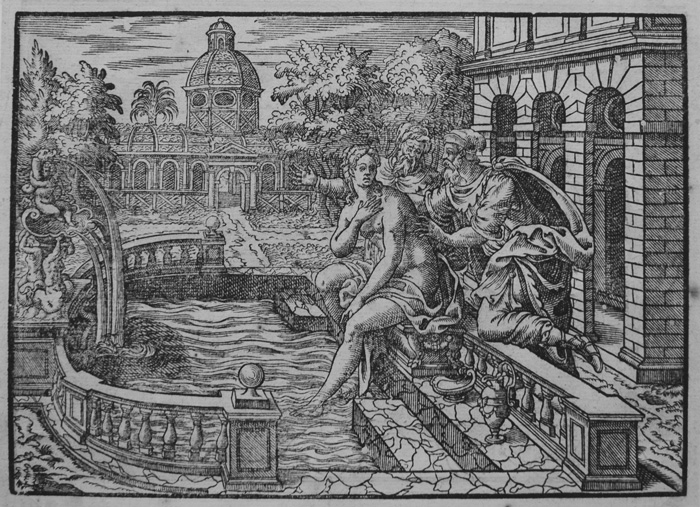
Ж. Кузен Младший. Сусанна и старцы. Ксилография

В своей книге о перспективе (Livre de Perspectives), опубликованной в 1560 году, Кузен Старший указывает, что его сын работает над вторым томом, озаглавленным «Руководство по портретной живописи» (Livre de pourtraicture), или: «Руководство по портретной живописи мастера Жана Кузена» (Livre de pourtraiture de maistre Iean Cousin). Несмотря на сообщения о том, что «Руководство» было впервые напечатано в 1571 и снова в 1589 году, никакие экземпляры этих лет не были найдены. Скорее всего первый выпуск «Руководства» был издан в Париже в 1595 году Давидом Леклерком. Иллюстрации гравировал Жан Леклерк по рисункам Кузена Старшего, уже после смерти Жана Кузена Младшего. Эта книга — одна из самых известных среди ранних трактатов по пластической анатомии для художников. Её переиздавали в XVII столетии и позднее.